# Ника (часовой завод)
Ника — часовой завод, один из крупнейших производителей ювелирных часов в России. Расположен в Москве. В штате компании состоит более 570 сотрудников.

## История
Компания была основана в 2003 году четырьмя партнерами, которых связывали дружеские отношения: Алексеем Богдановым, Георгием Мордехашвили, Тенгизом Саникидзе и его женой Еленой Хитриной.
Бизнес-идея состояла в проекте часов в корпусе из золота и доступной ценой и современным дизайном. Тенгиз Саникидзе показал друзьям проект новых ювелирных часов и предложил создать для их производства собственную фирму. Георгий Мордехашвили написал Кодекс взаимоотношений, который используется как основа корпоративной этики компании.
Первые часы создавались в арендованном подвальном помещении, на подержанных станках турецкого производства. Изначально основу составляли часовые механизмы российского завода «Чайка», но из-за неудовлетворительной надежности было принято решение использовать швейцарские часовые механизмы ETA, Ronda и японские Miyota, Seiko и другие.
Изначальные инвестиции в проект составили 2 млн долларов в течение трёх лет.
Первая ювелирная выставка, на которой «Ника» показала свою продукцию, прошла удачно: фирма получила в 3-4 раза больше заказов, чем могла выполнить. На тот момент происходила ликвидация Первого и Второго часового заводов, и молодым предпринимателям удалось приобрести ценное производственное оборудование по сниженным ценам, что позволило нарастить производственные мощности и увеличить объём выпуска.
В 2004 году была разработана и запатентована технология «Корпус в корпусе», которая представляет собой капсулу из недрагоценного металла с часовым механизмом встроенную в корпус из драгоценного металла. Данная технология позволяла снизить стоимость товара и обеспечить дополнительную защиту механизма от пыли и влаги.
На четвёртый год работы компания начала приносить операционную прибыль. В 2007 году был построен часовой завод.
В 2008 году рост компании остановился из-за экономического кризиса. Руководство решило расширить ассортимент аксессуарами и выпустила первую коллекцию золотых и серебряных ручек.
В 2009 году компания выпустила 154000 часов, что составило почти треть от общего объёма производства часов в России, оборот составил 1,5 млрд руб. Также с 2009 года начала развиваться собственная сеть фирменных магазинов.
В 2010 году началось сотрудничество компании с российским изобретателем и часовым мастером Константином Чайкиным. «Ника» инвестировала в фирму Чайкина 700 млн рублей и получила, в частности, авторские права на его изобретение — часы Mystery. Продукт оказался успешным на рынке: по состоянию на 2019 год, компания ежегодно производит 2000-3000 часов Mystery.
К 2011 году было принято решение провести ребрендинг: в рекламный проект было вложено более 150 млн рублей. После масштабной кампании на телевидении, глянцевых журналах и в наружной рекламе узнаваемость бренда поднялась с 3 % до 8 %.
В 2011 году произведено 224,8 тыс. часов, ежемесячный выпуск — более 20 тысяч изделий, выручка компании за 2011 год превысила 2,4 млрд руб.
В 2016 году часовой завод «Ника» занял первое место на конкурсе «Лучшие украшения в России» в рамках ювелирной выставки JUNWEX 2016. В частности, часы из коллекций Dragon и «Махаон» от бренда НИКА Exclusive заняли первое место в номинации «Момент престижа».
В ноябре 2016 года совместно с Олимпийским чемпионом Алексеем Воеводой была выпущена лимитированная коллекция часов «Сила времени».
В 2018 году было анонсировано строительство нового завода «Ника» в районе Царицыно в Москве. Земельный участок, на котором развернется строительство, предоставлен компании в аренду на шесть лет.
По состоянию на 2019 год, «Ника» производит более 25 тыс. изделий ежемесячно.

## Продукция
Компания имеет производство почти полного цикла, включая создание пресс-форм для станков, литье золотого сплава, штамповку, корпусов, ручную работу под микроскопом. Часовые механизмы закупаются в Швейцарии и Японии. Для корпусов используются драгоценные металлы (золото 585°, серебро 925°, а также биметаллические из этих двух металлов, получаемые методом диффузионной сварки) и камни (бриллианты, фианиты).
Ассортимент компании составляет 40 коллекций часов, в которые входит около 1000 моделей. Базовый ассортимент наручных часов компании составляют пять регулярно обновляющихся часовых линий: Celebrity, Gentleman, Lady, Viva, Ego. Несколько раз в год компания выпускает тематические лимитированные коллекции. Кроме золотых часов компания выпускает серебряные, которые составляют 30 % оборота.
Компания обладает широкой дистрибьюторской сетью по всей России и СНГ. Изделия продаются в 7 тысячах ювелирных магазинов. Фирменные салоны компании открыты в 18 крупных городах России, в Москве работает 12 фирменных салонов «Ника».